# Adesmia (escarabajo)
Adesmia es un género de escarabajos.

## Especies
- Adesmia aweiensis Ren Guodong & Wang Ximeng, 1993
- Adesmia beduina Reitter, 1916
- Adesmia biskreensis Lucas, 1844
- Adesmia biskreensis asperima Peyerimhoff, 1931
- Adesmia cancellata (Klug, 1830)
- Adesmia cothurnata (Forskål, 1775)
- Adesmia dilatata douei Lucas, 1844
- Adesmia dilatata getula Peyerimhoff, 1935
- Adesmia fischeri Faldermann, 1837
- Adesmia gebleri Gebler, 1844
- Adesmia gibbula Reitter, 1916
- Adesmia holdhausi Reitter, 1916
- Adesmia jugalis Reitter, 1916
- Adesmia karelini Fischer von Waldheim, 1835
- Adesmia lehmanni Ménétries, 1849
- Adesmia maillei Solier, 1835
- Adesmia montana (Klug, 1830)
- Adesmia panderi Fischer von Waldheim, 1835
- Adesmia planidorsis Reitter, 1916
- Adesmia procera Miller, 1861
- Adesmia qapqalensis Ren Guodong & Wang Ximeng, 1993
- Adesmia tenebrosa Solier, 1835